# Dolmen des Bras

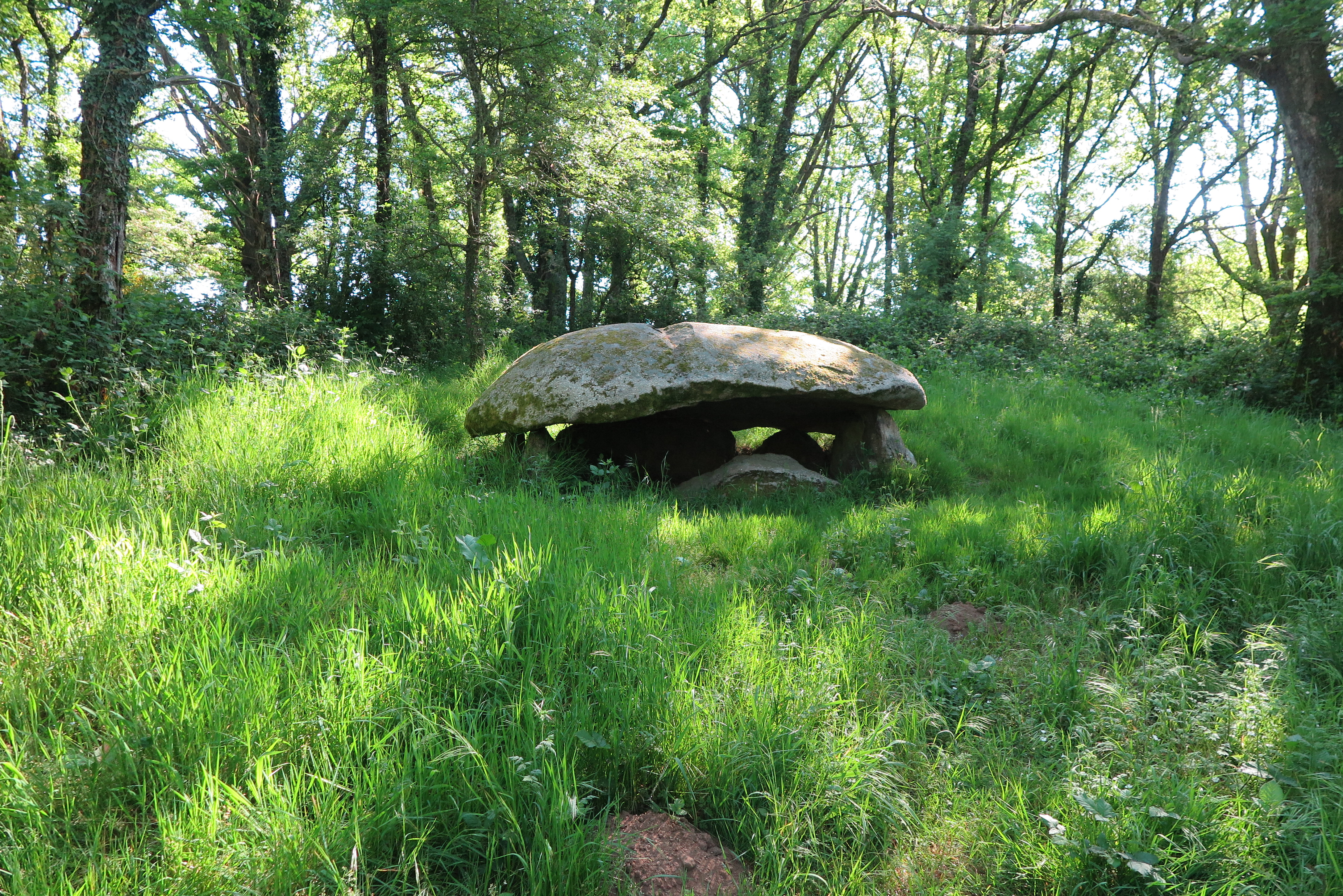
Dolmen des Bras

Der Dolmen des Bras liegt oberhalb des Flusses Benaize beim Weiler Le Bras wenige Kilometer südwestlich von Saint-Sulpice-les-Feuilles im Norden des Département Haute-Vienne in Frankreich. Dolmen ist in Frankreich der Oberbegriff für neolithische Megalithanlagen aller Art (siehe: Französische Nomenklatur).
Der für die Region typische Dolmen mit seinem halbkugeligen Deckstein aus Granit hat eine rechteckige Kammer von 3,5 × 2,0 Metern, die nach Süden offen ist. Der einzelne Deckstein ist etwa 4,0 m lang und 3,0 m breit und hat eine geschwungene Form, die aus gewissen Richtungen wie ein länglicher Pilz aussieht. Er liegt auf sieben stehenden Stützsteinen, weitere sind umgefallen.
Es gibt Reste eines Rundhügels von etwa 15,0 Meter Durchmesser. Es ist möglich, dass es einmal einen Gang gab, da es auf dem Hang vor dem Dolmen Anzeichen von seitlichen Platten gibt.
Südwestlich befinden sich der Dolmen von Bouéry und in Arnac-la-Poste der Dolmen de l’Héritière.
Der Dolmen des Bras ist seit 1940 als Monument historique registriert.